# Санті Комесанья
Сантьяго "Санті" Комесанья Вейга (ісп. Santiago "Santi" Comesaña Veiga, нар. 5 жовтня 1996, Віго, Іспанія) — іспанський футболіст, центральний півзахисник клубу «Вільярреал».

## Ігрова кар'єра

### Клубна
Санті Комесанья є вихованцем галісійського футболу. В липні 2015 року він підписав контракт з клубом «Корухо» з Прімери Федерасьон. І в серпні того року Санті дебютував у першій команді клубу.
В липні 2016 року Комесанья перейшов до клубу «Райо Вальєкано», який вилетів до Сегунди. Контракт був підписаний на чотири роки.28 серпня футболіст провів першу гру в новій команді. В жовтні 2017 року Комесанья продовжив контракт з клубом до 2023 року. За результатами сезону 2017/18 «Райо Вальєкано» виграв турнір Сегунди і вийшов до Прімери. 25 серпня 2018 року у поєдинку проти мадридського «Атлетіко» Комесанья дебютував у Прімері.
В червні 2023 року Комесанья як вільний агент перейшов до «Вільярреалу», з яким підписав чотирирічний контракт.

## Досягнення
Райо Вальєкано
- Переможець Сегунди: 2017/18